# Иларион Могленский
Иларион Могленский (Мегли́нский) — болгарский православный святой, родившийся в XII веке в Охриде или одном из больших городов епархии архиепископства Охрид. Жил и действовал в городе Моглене.
Несмотря на знатное происхождение и молодость, после получения хорошего образования ушёл в монахи. Впоследствии был избран игуменом в неизвестном монастыре.
Архиепископ Охридский Евстафий (1133—1142) впоследствии назначил Илариона епископом болгарского города Моглена. Там Иларион открыто конфликтовал с местными еретиками — богомилами, армянами и павликианами, которые даже пытались его убить. Илариона называли также «воином против богомилов», после того как он возвратил многих в лоно Православия и построил на месте еретических собраний церковь и монастырь «Святые Апостолы».
Он умер 21 октября 1164 года. Первое житие о нём, вероятно, написано его учеником Петром, который был назначен настоятелем монастыря самим святым. О святом Иларионе Меглинском узнал даже византийский император Мануил I Комнин.
21 октября 1204 или 1206 года мощи святого были перенесены в Тырново царём Калояном и помещены в церковь «Святые Сорок мучеников». Ему посвящено несколько работ, среди которых житие, созданное патриархом Евфимием (издано, кроме Болгарии, в Сербии, Молдове и России). Некоторые учёные полагают, что основа этого жития заключается в трудах самого епископа Меглинского, которые, однако, не сохранились.
После захвата Тырнова османами в 1393 году были утеряны мощи святого. Одна из версий гласит, что их отвезли в Константинополь, а другая, что они были переданы Константину Драгашу султаном Баязидом I, а затем перенесены в храм «Святой Иоахим Осоговский».
Память святого Илариона Могленского отмечается церковью шестеричным богослужением 21 октября (3 ноября) — в день пренесения его святых мощей в старопрестольный город Велико-Тырново. Рядом с деревней Промахи находится монастырь Святого Илариона Могленского.